# Ellen Streidt
Ellen Strophal-Streidt (Wittstock/Dosse, 27 juli 1952) is een Oost-Duits atlete.

## Biografie
Streidt nam tweemaal deel aan de Olympische Spelen en won twee medailles. In 1976 won zij individueel de bronzen medaille op de 400 meter en met de 4x400m estafetteploeg de gouden medaille.

## Titels
- Europees kampioen 4 x 400 m - 1974
- Olympisch kampioen 4 x 400 m - 1976

## Persoonlijke records
| Onderdeel | Prestatie | Plaats   | Jaar             |
| --------- | --------- | -------- | ---------------- |
| 400 m     | 11,48     | München  | 1 september 1972 |
| 200 m     | 22,73     | Moskou   | 20 augustus 1973 |
| 400 m     | 50,15     | Berlijn  | 10 juli 1976     |
| 4x100 m   | 43,62     | Helsinki | 15 augustus 1971 |
| 4x400 m   | 3.19,23 s | Montreal | 31 juli 1976     |

## Palmares

### 60 m
- 1974: 5e HF2 EKI - 7,33 s

### 100 m
- 1972: 5e KF1 OS - 11,48 s

### 200 m
- 1971: 7e EK 23,63 s
- 1972: 4e OS - 22,75 s

### 400 m
- 1974:  EK 50,69 s
- 1976:  OS - 50,55 s

### 4 x 100 m
- 1971:  EK 43,62 s

### 4 x 400 m
- 1974:  EK 3.25,2
- 1976:  OS - 3.19,23

1972: Käsling, Kühne, Seidler, Zehrt ·
1976: Maletzki, Rohde, Streidt, Brehmer ·
1980: Prorotsjenko, Gojsjtsjik, Zjoeskova, Nazarova ·
1984: Leatherwood, Howard, Brisco-Hooks, Cheeseborough ·
1988: Ledovskaja, Nazarova, Pinigina, Bryzgina ·
1992: Roezina, Dzjigalova, Nazarova, Bryzgina ·
1996: Stevens, Malone, Graham, Miles ·
2000: Miles Clark, Hennagan, Colander, Anderson ·
2004: Trotter, Henderson, Richards, Hennagan ·
2008: Wineberg, Felix, Henderson, Richards ·
2012: Trotter, Felix, McCorory, Richards-Ross ·
2016: Okolo, Hastings, Francis, Felix ·
2020: McLaughlin, Felix, Muhammad, Mu ·
2024: Little, McLaughlin-Levrone, Thomas, Holmes
- World Athletics: 14359064